# Pflaumentoffel

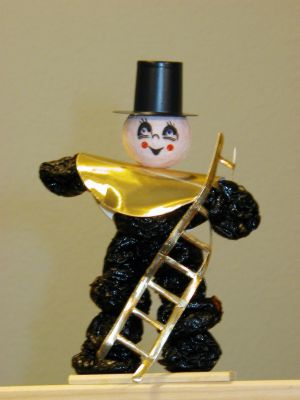
Pflaumentoffel

El Pflaumentoffel es una figurilla comestible hecha a base de ciruelas pasas propia de la gastronomía alemana. Su nombre procede de las palabras alemanas Pflaume ("ciruela") y Feuerteufel ("incendiario"); según la zona se puede llamar también Zwetschkenmandl o Zwetschgenmännle.
Cada Pflaumentoffel tiene la forma de un deshollinador y está hecho con unas 14 ciruelas secas u horneadas, palillos, una cabeza de papel pintado, un cilindro de cartón como sombrero y una capa y una escalera de papel metalizado. Se vende en panaderías y confiterías y está destinado a los niños. Los Pflaumentoffel se han popularizado gracias al mercado navideño de Dresde.
Históricamente, los Pflaumentoffel están inspirados en un grupo de niños de entre 7 y 8 años, en su mayoría procedentes de orfanatos, que trabajaron como deshollinadores por una autorización de 1653 del electorado sajón. El cometido de estos niños era deslizarse por las estrechas chimeneas de la ciudad y limpiarlas. Hay menciones documentadas de estos Männlein aus Backpflaumen ("hombrecillos de ciruela pasa") en las navidades de 1801. En el siglo XIX fueron también niños (Striezelkinder) los encargados de vender Pflaumentoffel hechos por ellos mismos en los mercados navideños de Sajonia y el Erzgebirge.
El humor popular y las distintas tradiciones navideñas (parte de origen precristiano) acabaron por convertir en símbolo de buena suerte a los Pflaumentoffel. A esto ayudó el hecho de que en algunas regiones de Europa San Nicolás, según la tradición, entraba en las casas por las chimeneas o que alrededor de estas se ponían calcetines que luego se rellenaban con caramelos.
Durante el siglo XX, la palabra Pflaumentoffel ha adquirido en el habla coloquial de las regiones orientales de Alemania el carácter de insulto (algo así como "imbécil"), especialmente entre los niños.